# Campeonato Brasileiro de Futebol Feminino Sub-20
O Campeonato Brasileiro Feminino Sub-20 é uma competição futebolística de categoria de base da modalidade feminina organizada pela Confederação Brasileira de Futebol (CBF). Foi a primeira competição nacional de base feminina e surgiu com o objetivo de suprir uma lacuna da modalidade e atender as necessidades dos clubes brasileiros.
De 2019 a 2021, o torneio foi disputado na categoria sub-18; contudo, em 2022, a entidade alterou a faixa etária como uma iniciativa para possibilitar a continuidade do processo de formação e desenvolvimento das jogadoras. O regulamento, por sua vez, permaneceu o mesmo desde a primeira edição. O torneio conta com a participação de 24 agremiações sendo disputado num sistema misto que mantém sua extensão inalterada em treze datas. Apesar dessa estabilidade, algumas mudanças no regulamento ocorreram, tais como a quantidade de cidades sedes e duma edição excepcional, na qual o saldo de gols foi excluído como critério de desempate nas fases eliminatórias. O primeiro campeão foi o Internacional.

## História

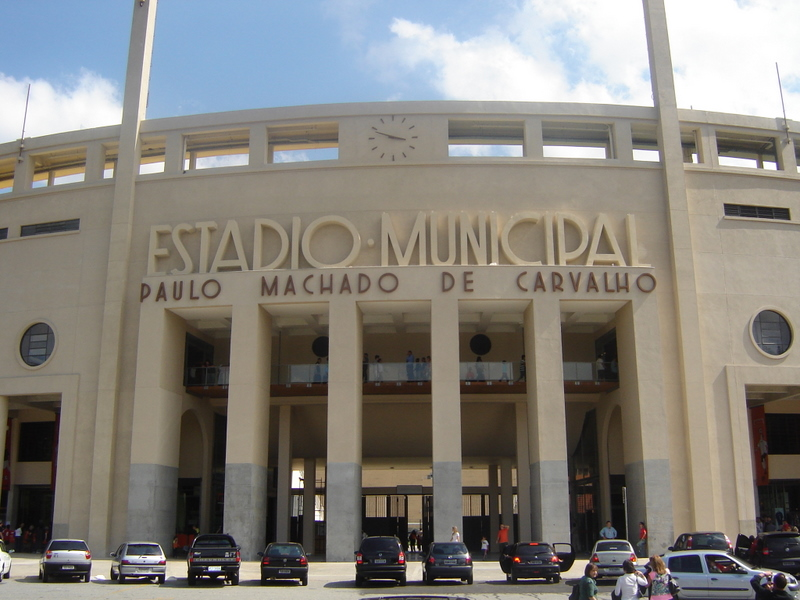
O estádio Paulo Machado de Carvalho, o Pacaembu, recebeu a finalíssima da primeira edição.

Em julho de 2019, a CBF anunciou a criação da primeira competição nacional de base feminina com o intuito de suprir uma lacuna da modalidade e atender as necessidades dos clubes brasileiros. Na mesma ocasião, a entidade confirmou a implementação da nova competição e detalhou o formato e o regulamento: a primeira edição do torneio contou com 24 equipes, que foram divididas em seis grupos sediados em seis cidades do país. O primeiro campeão do Campeonato Brasileiro Feminino Sub-18 foi o Internacional, que superou o São Paulo na decisão.
No ano seguinte, os eventos futebolísticos foram suspensos na primeira quinzena de março por causa da pandemia de COVID-19. Por conseguinte, o cronograma de competições femininas foi revisto e a realização de algumas postergadas para 2021. Dessa forma, a segunda edição foi disputada entre os meses de janeiro e março de 2021. O regulamento das fases eliminatórias sofreu uma alteração: o saldo de gols deixou de ser um critério de desempate. O Fluminense, inclusive, aproveitou dessa mudança e conquistou o título nas penalidades mesmo sofrendo uma goleada para o Internacional na finalíssima. Após o término do torneio, ambos os clubes foram julgados pelo Superior Tribunal de Justiça Desportiva (STJD) por irregularidade na final. O clube carioca foi punido em três pontos, enquanto o adversário perdeu seis pontos. Apesar disso, a vantagem obtida pelo clube carioca no confronto se manteve.
Em 2021, Internacional e São Paulo chegaram às fases finais pelo terceiro ano consecutivo. No entanto, dessa vez, a equipe paulista eliminou a adversária e venceu a decisão contra o Corinthians. Para o ano de 2022, a CBF reformulou as faixas etárias de suas competições de base feminina com o intuito de possibilitar a continuidade do processo de formação e desenvolvimento das jogadoras. Por conseguinte, o campeonato passou a contemplar a categoria sub-20.

## Transmissão televisiva
No dia 3 de maio de 2019, a CBF confirmou um acordo com a plataforma de streaming MyCujoo (atual Eleven Sports) para transmissão de oito competições, incluindo o Campeonato Brasileiro Feminino Sub-20. Desde então a mesma transmitiu todos jogos realizados pela competição.
Além desse acordo, a entidade mantém vínculos contratuais com outros parceiros para transmissão das fases finais. Em 2019, o portal GloboEsporte.com também transmitiu a decisão. Nos anos seguintes, o canal SporTV televisionou as partidas das fases semifinais e final.

## Formato
O formato da competição se manteve semelhante ao longo dos anos: um sistema de disputa misto. Nas duas primeiras fases, os participantes são divididos em grupos enfrentando adversários do próprio chaveamento com o objetivo de somar pontos. Para a primeira edição, as partidas foram realizadas nas cidades de Bálsamo, Belém, Caçador, Ceilândia, Flores da Cunha e São Lourenço da Mata. No entanto, com o agravamento da pandemia de COVID-19, o número de sedes foi sendo reduzido a ponto de somente Sorocaba sediar a edição de 2021.
Ainda nas primeiras fases, os jogos são disputados em poucas datas. Na fase inicial, cada participante joga seis vezes enquanto na segunda fase esse número é reduzido pela metade. Mais tarde, quatro agremiações se qualificam para fases eliminatórias que levam até a final. Para a segunda edição, uma mudança no regulamento excluiu o saldo de gols como critério de desempate nas fases eliminatórias. Esta, contudo, não vigorou para a edição seguinte.

## Campeões
Categoria sub-18
Categoria sub-20

### Títulos por clube
| Pos | Clube         | Títulos | Vices | Semifinais |
| --- | ------------- | ------- | ----- | ---------- |
| 1.º | Internacional | 3       | 1     | 2          |
| 2.º | São Paulo     | 1       | 3     | 1          |
| 3.º | Flamengo      | 1       | —     | 1          |
| 3.º | Fluminense    | 1       | —     | 1          |
| 4.º | Botafogo      | —       | 1     | 1          |
| 4.º | Corinthians   | —       | 1     | 1          |
| 5.º | Santos        | —       | —     | 2          |
| 6.º | Ferroviária   | —       | —     | 1          |
| 6.º | Grêmio        | —       | —     | 1          |
| 6.º | Iranduba      | —       | —     | 1          |

### Títulos por federação
| Pos | Federação         | Títulos | Vices | Semifinais |
| --- | ----------------- | ------- | ----- | ---------- |
| 1.º | Rio Grande do Sul | 3       | 1     | 3          |
| 2.º | Rio de Janeiro    | 2       | 1     | 3          |
| 3.º | São Paulo         | 1       | 4     | 5          |
| 4.º | Amazonas          | —       | —     | 1          |

### Títulos por região
| Pos | Região  | Títulos | Vices | Semifinais |
| --- | ------- | ------- | ----- | ---------- |
| 1.º | Sudeste | 3       | 5     | 8          |
| 2.º | Sul     | 3       | 1     | 3          |
| 3.º | Norte   | —       | —     | 1          |